# Молочнокислое брожение
Молочноки́слое броже́ние (уст. квасное брожение) — вид брожения, конечным продуктом при котором выступает молочная кислота. Существует два основных вида молочнокислого брожения: гомоферментативное, при котором молочная кислота составляет до 90 % продукта, и гетероферментативное, при котором на её долю приходится лишь половина. Молочнокислое брожение активно используется человеком для приготовления кисломолочных продуктов и других продуктов питания.

## История изучения
Молочнокислое брожение было открыто в 1780 году шведским химиком Карлом Вильгельмом Шееле, который выделил молочную кислоту из простокваши. Современное название этому соединению дал Антуан Лоран Лавуазье в 1789 году. До 1857 года считалось, что молочная кислота (лактат) — это компонент молока, пока Луи Пастер не доказал, что лактат является продуктом брожения, осуществляемого микроорганизмами. Кисломолочные продукты, являющиеся продуктом молочнокислого брожения, используются человеком с IV в до н. э.

## Микроорганизмы
Молочнокислое брожение осуществляют филогенетически неродственные организмы: представители порядков Lactobacillales, Bacillales, а также семейства Bifidobacteriaceae. Эти бактерии живут исключительно за счёт брожения. Морфологически они неоднородны, однако все являются грамположительными, неподвижны и не образуют спор (за исключением представителей семейства Sporolactobacillaceae). Молочнокислые бактерии аэротолерантны, не содержат каталазы и гемопротеинов (цитохромов), растут только на богатых средах с добавлением большого количества витаминов.

## Механизм
Как правило, молочнокислые бактерии сбраживают сахара. В зависимости от конечных продуктов молочнокислое брожение подразделяют на гомоферментативное и гетероферментативное.
Некоторые молочнокислые бактерии, наряду с сахарами, могут сбраживать органические кислоты. Так, Lactobacillus plantarum и Lactobacillus casei осуществляют так называемое яблочно-молочное брожение, при котором яблочная кислота превращается в молочную под действием фермента малатдегидрогеназы. Streptococcus diacetilactis и Pediococcus ceravisiae используют лимонную кислоту, которая в небольшом количестве содержится в молоке, которая с помощью цитратлиазы расщепляется на ацетат и оксалоацетат. Оксалоацетат далее декарбоксилируется до пирувата, который и восстанавливается до лактата.

### Гомоферментативное брожение

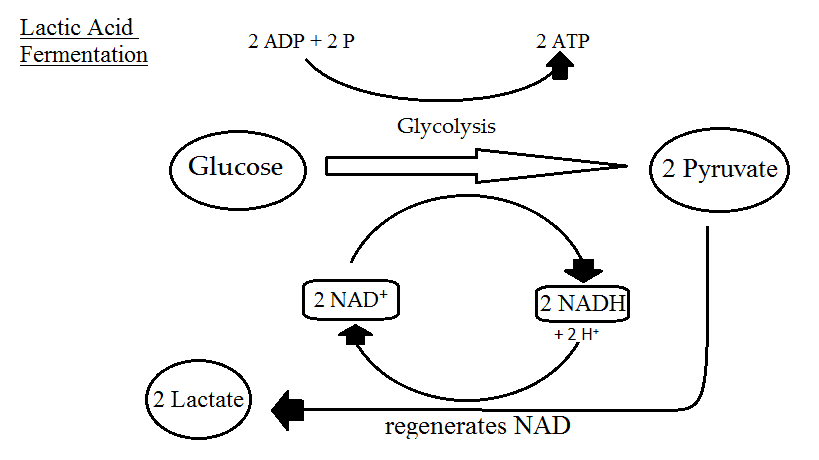
Общая схема гомоферментативного молочнокислого брожения

При гомоферментативном молочнокислом брожении сахара сбраживаются через гликолиз, и около 90 % конечного продукта приходится на лактат (остальные 10 % составляют ацетат, ацетоин и этанол). Субстратом для гомоферментативного молочнокислого брожения служат лактоза, другие моно- и дисахариды, а также органические кислоты. Общее уравнение гомоферментативного брожения: глюкоза → 2 лактат + 2 АТФ.
Гомоферментативное брожение осуществляют представители родов Streptococcus, Pediococcus, многих видов рода Lactobacillus, которые обитают в желудочно-кишечном тракте и молочных железах млекопитающих, а также на поверхности растений.

### Гетероферментативное брожение

Схема гетероферментативного молочнокислого брожения

При гетероферментативном молочнокислом брожении сахара сбраживаются через пентозофосфатный путь, и на долю молочной кислоты приходится лишь около половины конечного продукта. Помимо лактата, при гетероферментативном брожении образуются ацетат, этанол и углекислый газ. Основным субстратом для гетероферментативного молочнокислого брожения является мальтоза. Ацетил-КоА может преобразовываться в двух направлениях: либо окисляться до ацетата, давая ещё одну молекулу АТФ, либо восстанавливаться до этанола за счёт NADH + H+. У гетероферментативных бактерий нет ключевых ферментов гликолиза — альдолазы и триозофосфатизомеразы — из-за чего бактерии не могут окислять сахара с помощью гликолиза. У некоторых лактобактерий гидролиз мальтозы сопровождается ее фосфорилированием с образованием глюкозо-6-фосфата и галактозы. При этом энергетический выход брожения повышается.
К гетероферментативным молочнокислым бактериям относятся некоторые виды рода Lactobacillus (L. fermentum, L. brevis и другие), а также представители рода Leuconostoc.
Некоторые гомоферментативные бактерии, оказываясь в среде, содержащей пентозы, начинают вырабатывать каталазу и могут переходить на гетероферментативное брожение. Так, Lactobacillus plantarum, обитающая на растительных остатках, использует гликолиз для окисления гексоз, а пентозы окисляет по пентозофосфатному пути с образованием лактата и ацетата.
Ряд гетероферментативных бактерий очень чувствителен к окружающим условиям. Так, Leuconostoc mesenteroides, которая в качестве одного из продуктов образует этанол, при соприкосновении с кислородом производит значительное количество полисахаридов и из-за этого ослизняется.

## Физиологическое значение
Гетероферментативные молочнокислые бактерии рода Bifidobacterium преобладают в микробиоте желудочно-кишечного тракта грудных детей, и продукты осуществляемого ими брожения подавляют рост гнилостной микрофлоры. В настоящее время при дисбактериозе, вызванном, например, приёмом антибиотиков, назначают пробиотики, содержащие молочнокислые бактерии. Кроме того, бактерии рода Lactobacillus, обитающие во влагалище, за счёт образования молочной кислоты предотвращают размножение патогенной микрофлоры.

## У животных
В условиях недостатка кислорода, когда аэробное окисление пирувата становится невозможным, в тканях животных пируват начинает превращаться в лактат под действием фермента лактатдегидрогеназы с затратой молекулы NADH + H+, то есть он подвергается молочнокислому брожению. Так как при гликолизе из одной молекулы глюкозы образуется две молекулы пирувата и две молекулы NADH + H+, которые потом тратятся на превращение двух молекул пирувата в две молекулы лактата, суммарного образования или расходования NADH + H+ в этой реакции не происходит. Превращение пирувата в лактат происходит при активной работе мышц или эритроцитах. Из-за образования лактата при активной физической работе pH в крови и мышцах снижается, что ограничивает длительность периода напряжённой физической активности. Образованный лактат может быть использован повторно: при восстановлении сил после интенсивной физической нагрузки по кровотоку он доставляется в печень, где снова превращается в глюкозу.

## Использование человеком
Молочнокислое брожение используется в приготовлении различных продуктов на основе молока (простокваши, сметаны, кефира). Для приготовления сметаны используются мезофильные бактерии Streptococcus lactis и Streptococcus cremoris, йогуртов — термофильные Streptococcus thermophilus и Lactobacillus delbrueckii subsp. bulgaricus, ацидофилина — Lactobacillus acidophilus, творога, мягких сыров и сливочного масла — Lactobacillus casei, которая вызывает сворачивание белка казеина. Для производства кефира используется симбиотический комплекс из лактобактерий, стрептококков и дрожжей («кефирный гриб»). Спонтанное образование простокваши вызывает Lactobacillus delbrueckii, постоянно присутствующая в молоке. Кисломолочные продукты представляют собой накопительные культуры соответствующих бактерий.
Поскольку молочная кислота является естественным консервантом, молочнокислое брожение используется при квашении овощей, засолке огурцов, в заквасках для ржаных сортов хлеба и добавках для сырокопчёных колбас, а также для получения чистого лактата.
С помощью молочнокислого брожения осуществляют силосование, в том числе заготовку кормовой свёклы.